# 变革运动
变革运动（：‎），亦称变革阵线（：‎），也音译为戈兰（：‎，意为变革），是伊拉克库尔德自治区的一个政党。目前是库尔德自治区的正式反对党，与库尔德斯坦民主党和库尔德斯坦爱国联盟组成的执政联盟对立。该党的领袖是纳夫施万·穆斯塔法。

## 组建
戈兰主要由一些前库民党／库爱盟党员、佩什梅格成员和学者组成。他们曾宣称“库民党和库爱盟没有在伊拉克联邦议会上为库尔德人争得什么利益”。
由于该党的主要目标之一是铲除猖獗的腐败现象，因此在库尔德青年之间十分有号召力。支持戈兰的人们希望它“能给库尔德自治区带来更有活力的明天” 、“结束寡头政治”。
在2009和2010年的选举中，戈兰在苏莱曼尼亚市及省都取得了胜利。英国广播公司在2010年3月的一则报导认为戈兰的出现“已经动摇了库尔德自治区的政局”。

## 历史

### 2009年伊拉克库尔德自治区选举
2009年的选举中，该党的纲领有：地区政府去政治化，加强司法建设，限制政治对经济的干预，让政府的财政预算更加公开透明。该党支持伊拉克实行联邦制，主张利用伊拉克宪法的条文解决地方和中央政府的争执。
戈兰的发言人在新闻周刊中说，我们会大力反腐，提高公共服务水平，制定基础设施建设规划。其范围并不仅限于苏莱曼尼亚省，埃尔比勒省、杜胡克省也在其中。
在2009年的选举中，戈兰赢得25个席位，成为仅次于库民党和库爱盟的执政同盟（库尔德阵线）的第二大党。

### 2010年伊拉克议会选举
2010年选举期间，人们普遍认为戈兰会是库尔德阵线的主要对手，特别是在库尔德爱国同盟控制的地区。这次选举中，戈兰致力于揭露库民党和库爱盟的腐败问题。最后，戈兰赢得8个席位。

### 2011年库区抗议
2011年，在埃及爆发大规模抗议后，库尔德自治区也爆发了抗议。戈兰在此期间要求内阁辞职，解散库区政府。 有些人认为戈兰运动不应该增加无意义的混乱，库区政府没必要解散。2011年2月17日，人权观察组织报告称，在 苏莱曼尼亚的库民党总部，由于抗议者向总部投掷石块，守卫至少打死一人，击伤33人以上。 枪击一事传出后，国际特赦组织和人权观察组织要求对此事开展独立调查。